# David Bruce (biologiste)
Pour les articles homonymes, voir Bruce et David Bruce.
David Bruce est un biologiste britannique, né le 29 mai 1855 à Melbourne et mort le 27 novembre 1931.

## Biographie
Son père était venu en Australie lors de la ruée vers l’or et s’était installé près de Sandhurst. C’est vers 1860, que ses parents retournent vivre à Stirling. À dix-quatorze ans, il quitte l’école et devient manutentionnaire à Manchester. Il espère à cette époque devenir un sportif professionnel comme un boxeur ou un footballeur. Mais une attaque de pneumonie, altérant ses capacités pulmonaires, brise ses rêves sportifs et il entre à l’université d’Édimbourg en 1876. Bruce, passionné depuis sa jeunesse par l’histoire naturelle et notamment l’ornithologie, souhaite étudier uniquement la zoologie mais l’un de ses amis le convainc de s’orienter vers la médecine. On retrouve la trace de ses premières inclinaisons à travers son œuvre en médecine, dans laquelle il alterne études en laboratoire et observations de terrain.
Après l’obtention de son diplôme en 1881, il devient l’assistant d’un praticien de Reigate, le docteur Stone. Il rencontre alors Mary Elizabeth Steele (1849-1931), fille de John Sisson Steele (1809-1889), prédécesseur du docteur Stone. Commence alors une vie commune que rien ne séparera durant cinquante ans : Mary accompagnera David durant tous ses voyages, travaillant à ses côtés, chez lui, dans son laboratoire ou à l’hôpital. Il entre dans le service de santé des armées britanniques quelque temps après son mariage en 1883. 
En 1884, il est affecté à Malte. Là, il doit soigner de nombreux malades atteints de fièvres, dont une nouvellement décrite par son prédecesseur Jeffery Allen Marston (en), une fièvre ondulante sudoro-algique,.
Les découvertes récentes de Robert Koch (1843-1910), d’Edwin Klebs (1834-1913) et de Karl Joseph Eberth (en) (1835-1926) en matière de maladies bactériennes avaient reçu un large écho. Il s’attaque alors à cette maladie par les mêmes méthodes. Il n'a pas de formation spécifique et ne dispose que de moyens modestes, mais il est guidé par sa femme, microbiologiste éminente et enthousiaste. Ils découvrent le microbe responsable de la maladie, Micrococcus melitensis, dans la pulpe de rate prélevée à l'autopsie d'un malade.
Karl Friedrich Meyer (en) (1884-1974) et E.B. Shaw rebaptiseront le genre Brucella en son honneur. Sa découverte permet non seulement de faire un diagnostic précis et de distinguer cette maladie d’autres causes mais également de lutter contre elle. La commission dont il a la charge détermine que la bactérie se trouve en abondance dans le sang et le lait des chèvres de l’île de Malte. Il suffit de prohiber la consommation de lait de chèvre pour stopper les cas d’infection.
Le couple séjourne à Berlin dans le laboratoire de Koch en 1888 où David se perfectionne dans l’étude des bactéries tandis que Mary apprend diverses techniques de laboratoire. Après un bref passage à Malte, David Bruce obtient un poste de professeur assistant en pathologie à l’école de médecine militaire de Netley. En 1894, il part rejoindre la garnison de Pietermaritzburg en Afrique du Sud à la demande du gouverneur de la colonie, Sir Walter Francis Hely-Hutchinson (1849-1913), ancien gouverneur de Malte. Le commandant souhaite découvrir la cause de la maladie du sommeil qui décime les troupeaux. En quelques semaines, Bruce découvre le trypanosome responsable de cette maladie et qui se nomme aujourd’hui Trypanosoma brucei. Il publie cette découverte en 1895 et est promu major en récompense de ses recherches. Durant les deux années suivantes, travaillant constamment et dans des conditions très difficiles, il réussit à découvrir que le pathogène est transmis par la mouche tsé-tsé. Ses recherches sont interrompues par la seconde guerre des Boers. Il participe à cette guerre, comme chirurgien et médecin de terrain, toujours assisté par sa femme. Il est élu à la Royal Society en 1899 et est promu lieutenant-colonel en 1900. Il revient en Grande-Bretagne en octobre 1901.
En 1902, la Royal Society constitue une commission pour étudier l’épidémie de maladie du sommeil dans la région de l’Ouganda. L’année suivante, Bruce prend la direction de cette commission qui doit notamment préciser la cause de cette épidémie et le rôle du streptocoque qui lui est parfois associé. En août 1903, il retourne en Grande-Bretagne avec une certitude : la maladie du sommeil est causée uniquement par un trypanosome et est transmise dans cette région par deux autres diptères : Glossina morsitans et G. palpalis. En récompense, il reçoit le grade de brevet-colonel et la Médaille royale. La commission qu’il dirige fait de nombreuses découvertes comme la mise en lumière que le cycle vital du trypanosome doit se dérouler en partie dans le corps de la mouche.
Durant la Première Guerre mondiale, nommé commandant de l’école royale de médecine militaire, il s’intéresse au tétanos qui fait des ravages au début de la guerre jusqu’à la production de sérum antitétanique que Bruce organise.
Au cours de sa vie, Bruce reçoit de nombreux honneurs : il est ainsi fait compagnon et chevalier commandeur de l’Ordre du Bain, il reçoit la Médaille royale en 1904, la médaille Buchanan en 1922, il reçoit des titres honorifiques des universités de Dublin, de Toronto, de Glasgow et de Liverpool, il est correspondant de l’Académie des sciences et de l’Académie de médecine. L'IPNI lui attribue une abréviation en botanique pour des travaux en phycologie.
Il meurt brutalement durant le service funèbre de sa femme, deux jours seulement après le décès de celle-ci.

## Source
- J.R.B. (1932). Sir David Bruce. 1855-1931. Obituary Notices of Fellows of the Royal Society, 1 (1) : 79-85.
- (en) Harold Vivian, « How Themistocles Zammit found Malta Fever (brucellosis) to be transmitted by the milk of goats », Journal of The Royal Society of Medicine, Université de Leeds, The Royal Society of Medicine Press, vol. 98, no 10,‎ octobre 2005, p. 451-454 (ISSN 0141-0768, OCLC 680110952, PMID 16199812, PMCID 1240100, DOI 10.1258/jrsm.98.10.451, lire en ligne)